# Združene globokovodne poti Evropske Rusije
Združene globokovodne poti Evropske Rusije (rusko: Единая глубоководная система Европейской части Российской Федерации - ЕГС) je sistem celinskih vodnih poti v Rusiji, ki povezuje Belo morje, Baltsko morje, reke Volgo, Moskvo in Kaspijsko jezero in - preko Azovskega morja – Črno morje. Leta 2010 so po tej poti  prepeljali 70 milijonov ton tovora in 12 milijonov potnikov, kar predstavlja dve tretjini celotnega obsega prometa po celinskih plovnih poteh v Rusiji.

## Opis
Ob vodni poti je 60 pristanišč in privezov za splošno rabo, vključno s tremi mednarodnimi pristanišči (dva v Moskvi in eno v Dmitrovu, Moskovska oblast), zato Moskvo včasih imenujejo pristanišče petih morij.
Globina v celotnem sistemu je bila načrtovana s 4,5 metra, kar je omogočilo prehod ne le za rečna plovila, temveč tudi številna morska plovila, vključno z vojnimi ladjami in celo jedrske podmornice. Vendar pa je globina večinoma zagotovljena na samo 4 metre, nekateri odseki pa so še plitkejši, na primer Gorodet – Nižni Novgorod na 2,5 metra in Kočetovski Bagajevskaja na 3,2 metra. Načrtujejo, da bodo globino teh odsekov povečali na 4 m.
Sistem vključuje naslednje vodne poti:
- reka Neva
- Ladoško jezero
- reka Svir
- Oneško jezero
- Vodna pot Volga-Baltik — povezuje Oneško jezero z reko Volgo; zgrajena v začetku 19. stoletja kot kanalski sistem Mariinsk in obnovljena v letih  1956–1964
- Belomorski-Baltski prekop — povezuje Oneško jezero in Belo morej; zgrajen med 1931–1933
- Moskovski prekop — povezuje Moskvo z reko Volgo; zgrajen med 1932–1937
- reka Volga
- Kama
- reka Belaja
- prekop Volga–Don — povezuje reko Volgo in Don; zgrajen med 1948–1952
- Don

## Zgodovina

### Prve vodne prometne poti v Rusiji
Komunikacija na rekah v pogojih Rusije od antičnih časov je bila najbolj priročna in najcenejša. Na gozdnatih in močvirnih območjih ni bilo mogoče graditi kopenskih cest in vzdrževati cest v dobrem stanju s sorazmerno majhnim prebivalstvom, raztresenim po ogromnem ozemlju, reke pa so poleti zagotavljale naravno vodno pot in pozimi dober led. Vojaške enote in trgovske karavane, ki so se premikale po rekah, Volgi in Kami s svojim velikim skupnim bazenom s površino 1,5 milijona kvadratnih kilometrov in dostopom skozi Kaspijsko morje v Perzijo, so že zdavnaj postale najpomembnejša trgovska pot Rusije. Karavane soli in začimb so se dvigale po Volgi, spuščale pa s krznom in lesom. Drugi del od zgornje Volge do zgornje Kame je trgovanje zahodno od Rusije povezal z bogatimi viri Urala.

### Začetek gradnje hidroelektrarn v Rusiji
V drugi polovici 16. stoletja, okoli leta 1569, je turški sultan Selim II. poskušal povezati Don in Volgo z umetnim prekopom, ki ga je nameraval uporabiti v vojaške namene, vendar je bila naloga za to obdobje preveč zapletena in prekop je ostal nedokončan. Kljub temu je to prvi znani poskus ustvarjanja velikih hidravličnih struktur v porečju Volge.
Vsestranske reforme Petra I. so močno spodbudile razvoj hidrogradnje v Rusiji. Z vstopom ruske države na Baltik se je Peter odločil, da bo z enotno vodno potjo povezal Baltsko morje in Volgo. Z njegovim ukazom so leta 1701 v Moskvi odprli prvo inženirsko šolo, v kateri so med drugim preučevali tudi "ladijske zapornice", leta 1708 pa je izšla »Knjiga o metodah, ki ustvarjajo bolj prost pretok rek«, s čimer je bila hidrotehnika postavljena na trdno znanstveno podlago. V času Petra Velikega je pod vodstvom inženirja Mihaila Serdjukova leta 1703 nastal hidravlični sistem Višnevolotsk, ki je prvič povezal porečje Volge-Kame z Baltskim morjem preko rek Tverce, Cne in umetnega prekopa z zapornicami.
Skozi majhne reke Upa, Šat in Ivanovo jezero je bil v letih 1700-1707 zgrajen prekop z 20 zapornicami, ki je povezal reki Don in Oko in prvič po vodi združil povodje Volga-Kaspijsko jezero in Črno morje. Toda po turškem zavzetju Azovskega morja in zaprtju izhoda skozi Don do Črnega morja je prekop izgubil pomen in bil kmalu zapuščen, saj ga je uporabilo le 300 plovil. Številni projekti hidravličnih sistemov s kanali in zapornicami so po Petrovi smrti ostali nedokončani, gradnja pa zastala za skoraj 100 let.
Leta 1803 je bil ustvarjen vodni sistem Berezinski, ki povezuje reko Dneper in Zahodno Dvino, leta 1810 je nastal Mariinski vodni sistem, ki je povezal Volgo skozi njen pritok, reko Šeksno z baltskim bazenom, leta 1811 pa Tikhvinski vodni sistem, ki je povezal z Volgo pritok, reko Mologo, s porečjem Baltika. V letih 1825-1834 je bil ustvarjen prvi vodni sistem Moskva - Volga, ki je deloval do leta 1860 in bil zaprt, saj ni mogel vzdržati konkurence z novo železniško postajo Sankt Peterburg - Moskva.
Leta 1910 mladi samarski inženir K. V. Bogojavlenski, v nasprotju s prejšnjimi, ni rešil samo prometnih, ampak tudi energetske težave, vendar ga je leta 1912 Rusko tehnično društvo skoraj brez razprave zavrnilo: prestrašili so jih stroški gradnje in preselitve vasi. Izbruh prve svetovne vojne je kmalu upočasnil razvoj ideje, kljub temu pa je Bogojavlenski vztrajno nadaljevala raziskovanje pobude tudi med državljansko vojno, ko so se v teh krajih borili 

### Projekt Velika Volga
Hidrotehnika se je močno razvila v sovjetskem obdobju, ko so bile obstoječe in večje nove hidravlične konstrukcije radikalno posodobljene in integrirane v en sam kompleks, povezan z »Enotnim energetskim sistemom države«.
ZSSR se je po Kitajski uvrstila na drugo mesto na svetu po hidroenergetskih virih. Skupna zmogljivost velikih, pa tudi delno srednjih in majhnih rek v državi je bila ocenjena na 340 GW (od tega 248 GW v RSFSR, 27 GW v Tadžikistanu, 15 GW v Kazahstanu in Kirgizistanu, 11 GW v Gruziji). Do leta 1917 so vse hidroelektrarne v Rusiji proizvedle približno 16 MW električne energije.
Zagon za razvoj sistema je bil načrt GOELRO, sprejet leta 1921. Program "B" načrta je predvideval gradnjo 30 novih elektrarn, od katerih je bilo 10 hidroelektrarn, vendar so bile sorazmerno majhne moči in so reševale predvsem energetski problem na obrobju Rusije zunaj povodja Volge-Kame. To so bile: Volkhova hidroelektrarna (1926), hidroelektrarna Bozsui (Uzbekistan, 1926), hidroelektrarna Erevan (Armenija, 1926), hidroelektrarna Zemo-Avchal (Gruzija, 1927). Največja hidroelektrarna, ki je bila zgrajena iz načrta GOELRO in je postala največja v Evropi, to je bil Dneper [6] (Ukrajina, 1932). DneproGES je takoj pokazal svojo učinkovitost. Njegova elektrika je bila poceni, delo močnih električnih generatorjev ni zahtevalo nenehnega pridobivanja in transporta goriva, hkrati pa je poglabljanje reke, ki jo je povzročil jez, bistveno izboljšalo pogoje plovbe po Dnepru. Do leta 1936 je skupna zmogljivost hidroelektrarn ZSSR dosegla 771,3 MW.
V zgodnjih 1920-ih je hkrati s prihodom načrta GOELRO oživel projekt hidroelektrarne Samara K. V. Bogojavlenskega, pri razvoju katerega je aktivno sodeloval inženir A. V. Čapligin. Projekt se je imenoval »Volgostroy« in je na začetku povzročil veliko polemik v različnih oddelkih, še preden so dosegli praktično izvedbo. Razlog je bil predvsem zaradi dejstva, da je v bistvu reševal regionalne težave, ker je bil drag in hkrati ločen od državnih načrtov, Volga pa je bila tradicionalno obravnavana kot pomembna prometna arterija države. Nadaljevanje dela je kmalu pokazalo, da Volgostroy ni mogel rešiti samo Volge in A. V. Čapligin je razvijal celovit projekt obnove celotnega porečja Volge-Kame, ki so ga poimenovali Velika Volga.
Projekt je rešil tri glavne težave:
- Prevoz; plitvenje Volge je bilo opaziti že konec 19. stoletja, pomorstvo pa je raslo iz leta v leto. Kompleks vodovodov je omogočil povečanje plovnih globin na 3,5 m po celotni dolžini vodne poti, vključno z globokovodnimi izhodi v Moskvo in Baltsko morje. To je omogočilo uporabo varčnejših plovil velikih zmogljivosti. Dodatni prihranek so zagotovili s poravnavo prekopa na ovinkih in zmanjšanjem hitrosti pretoka.
- Energija; z industrializacijo v ZSSR je rastla zahteva po vse več poceni in priročne električne energije, kar bi lahko dale hidroelektrarne na Volgi.
- Namakanje; obsežna območja gojenja žitaric v Volški stepi so občasno trpela zaradi uničujočih suš (30 - 40 let v stoletju). Povišanje nivoja Volge in razpoložljivost električne energije sta omogočila namakanje teh območij in povečanje produktivnosti za 2-krat.

Sprva je bila predvidena gradnja 6 hidroelektrarn na Volgi in 3 na Kami z višino jezov od 10 do 25 metrov. Izvedba celotnega projekta je bila ocenjena na 12 milijard rubljev in jo je bilo mogoče izvesti le po korakih. Svet ljudskih komisarjev je z odredbo z dne 27. marca 1932 orisal vrstni red gradnje. Prve po načrtu so bile hidroelektrarna Jaroslav l, hidroelektrarna Gorki in hidroelektrarna Perm, izkušnje DneproGES-a so že začeli uporabljati. 

## Vpliv na okolje
Leta 1999 je rebrača (Mnemiopsis)  kolonizirala Kaspijsko jezero preko navedene vodne poti. Vzpostavitev te populacije je povzročila 60-odstotno zmanjšanje števila sardel (Sprattus), kar je posledično povzročilo zmanjšanje števila jesetrov in kaspijskih tjulnjev (Pusa caspica).
Skupno je, po podatkih združene zvezne / državne agencije CaspNIRKh (rusko: КаспНИРХ), v Kaspijsko morje v 20. stoletju prodrlo približno 60 tujerodnih vrst rastlin in živali, kar je privedlo do pomembnih sprememb v ekosistemih. 